# Кінгсвілл (Онтаріо)
Кінгсвілл (англ. Kingsville) — місто у графстві Ессекс, провінція Онтаріо, Канада. 

## Географія
Місто знаходиться в графстві Ессекс на південному заході Онтаріо, та є найпівденнішим муніципалітетом Канади з міським статусом. 

## Клімат
| Клімат Кінгсвілла (1981−2010) | Клімат Кінгсвілла (1981−2010) | Клімат Кінгсвілла (1981−2010) | Клімат Кінгсвілла (1981−2010) | Клімат Кінгсвілла (1981−2010) | Клімат Кінгсвілла (1981−2010) | Клімат Кінгсвілла (1981−2010) | Клімат Кінгсвілла (1981−2010) | Клімат Кінгсвілла (1981−2010) | Клімат Кінгсвілла (1981−2010) | Клімат Кінгсвілла (1981−2010) | Клімат Кінгсвілла (1981−2010) | Клімат Кінгсвілла (1981−2010) | Клімат Кінгсвілла (1981−2010) |
| Показник                      | Січ.                          | Лют.                          | Бер.                          | Квіт.                         | Трав.                         | Черв.                         | Лип.                          | Серп.                         | Вер.                          | Жовт.                         | Лист.                         | Груд.                         | Рік                           |
| Абсолютний максимум, °C       | 15,0                          | 16,0                          | 24,5                          | 27,0                          | 31,0                          | 37,5                          | 36,5                          | 36,0                          | 34,5                          | 26,5                          | 20,0                          | 16,0                          | 37,5                          |
| Середній максимум, °C         | −0,3                          | 1,0                           | 5,7                           | 12,4                          | 19,0                          | 24,3                          | 26,8                          | 25,8                          | 21,8                          | 15,1                          | 8,3                           | 2,3                           | 13,5                          |
| Середня температура, °C       | −3,7                          | −2,5                          | 1,7                           | 7,9                           | 14,4                          | 19,9                          | 22,5                          | 21,6                          | 17,7                          | 11,1                          | 5,0                           | −0,6                          | 9,6                           |
| Середній мінімум, °C          | −7,1                          | −6,1                          | −2,3                          | 3,4                           | 9,8                           | 15,6                          | 18,3                          | 17,3                          | 13,5                          | 7,1                           | 1,8                           | −3,6                          | 5,6                           |
| Абсолютний мінімум, °C        | −29                           | −26                           | −22                           | −13                           | −2                            | 3,9                           | 6,0                           | 6,0                           | −0,6                          | −5                            | −11,5                         | −23                           | −29                           |
| Норма опадів, мм              | 61.2                          | 59.0                          | 65.0                          | 86.7                          | 84.2                          | 73.3                          | 84.1                          | 81.1                          | 87.9                          | 71.9                          | 79.0                          | 67.3                          | 900.5                         |
| Днів з опадами                | 10,7                          | 9,5                           | 11,4                          | 13,0                          | 12,3                          | 10,0                          | 9,3                           | 8,9                           | 9,7                           | 10,7                          | 11,9                          | 12,0                          | 129,3                         |
| Днів з дощем                  | 4,6                           | 5,3                           | 8,5                           | 12,4                          | 12,3                          | 10,0                          | 9,3                           | 8,9                           | 9,7                           | 10,7                          | 11,3                          | 8,2                           | 111,1                         |
| Днів зі снігом                | 6,5                           | 4,7                           | 3,8                           | 0,73                          | 0,0                           | 0,0                           | 0,0                           | 0,0                           | 0,0                           | 0,08                          | 0,96                          | 4,6                           | 21,4                          |
| ----------------------------- | ----------------------------- | ----------------------------- | ----------------------------- | ----------------------------- | ----------------------------- | ----------------------------- | ----------------------------- | ----------------------------- | ----------------------------- | ----------------------------- | ----------------------------- | ----------------------------- | ----------------------------- |
| Джерело: «Environment Canada» |                               |                               |                               |                               |                               |                               |                               |                               |                               |                               |                               |                               |                               |

## Населення
За переписом населення Канади 2016 року населення міста складає 21 552 осіб. Згідно Перепису населення Канади 2011 року чисельність населення міста — 21 362 осіб.
| 1871  | 1901   | 1911   | 1921   | 1931   | 1941   | 1951   | 1961   | 1971   | 1981   | 1991   | 2001    | 2006    | 2011    | 2016    |
| ----- | ------ | ------ | ------ | ------ | ------ | ------ | ------ | ------ | ------ | ------ | ------- | ------- | ------- | ------- |
| → 800 | ↗ 1537 | ↘ 1427 | ↗ 1783 | ↗ 2174 | ↗ 2317 | ↗ 2631 | ↗ 3041 | ↗ 4076 | ↗ 5134 | ↗ 5716 | ↗ 19619 | ↗ 20908 | ↗ 21362 | ↗ 21552 |

## Міста-побратими
- Вестлейк, Огайо, США